# Blanka von Navarra (Kastilien)

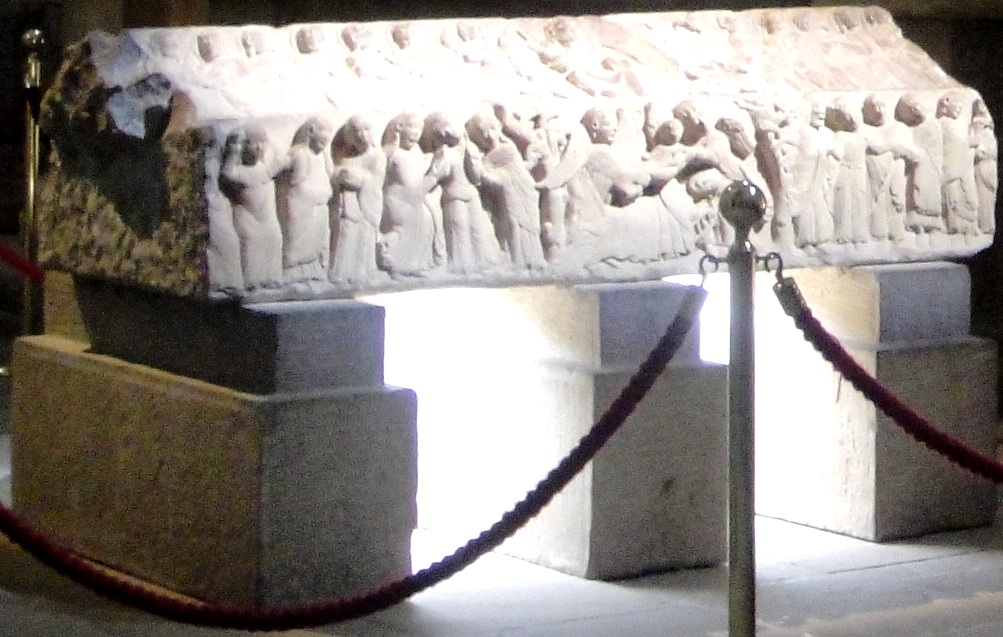
Sarkophag der Blanka in Nájera

Blanka von Navarra (* nach 1133; † 12. August 1156) war eine Prinzessin von Navarra.
Blanka war die Tochter von García IV. und Marguerite de l’Aigle. Am 4. Februar 1151 heiratete sie Sancho III., den Sohn von Alfons VII., König von Kastilien und León. Die beiden hatten mehrere Kinder, die kurz nach der Geburt wieder verstarben. Nur ein Sohn, der am 11. November 1155 geborene Alfons VIII., überlebte.
Da spanische Königinnen traditionsgemäß alle königlichen Dokumente bestätigten, ist ihr Leben von der Hochzeit 1151 an gut belegt. Doch von der Geburt ihres Sohnes bis zu ihrem Tod am 12. August 1156 gibt es keine weiteren Aufzeichnungen mehr von ihr. Sie wurde im Kloster Santa Maria la Real in Nájera begraben. In der Grabinschrift ihres Sarkophags wird die Geburt von Alfons als Grund für ihren Tod angegeben, der lange Zeitraum von 9 Monaten zwischen Geburt und Tod hingegen lässt Raum für Spekulationen, dass sie erst an den Folgen einer weiteren Fehlgeburt starb.

## Nachkommen
- unbekannte Anzahl Kinder, die kurz nach der Geburt verstarben
- Alfons VIII. (Alfonso) (* 11. November 1155; † 6. Oktober 1214), König von Kastilien
- möglicherweise Garcías (*; † 12. August 1156), bei dessen Geburt Blanka starb